# (474034) 2016 GT185
(474034) 2016 GT185 es un asteroide perteneciente al cinturón de asteroides, descubierto el 10 de marzo de 2005 por el equipo del Spacewatch desde el Observatorio Nacional de Kitt Peak, Arizona, Estados Unidos.

## Designación y nombre
Designado provisionalmente como 2016 GT18.

## Características orbitales
2016 GT185 está situado a una distancia media del Sol de 3,072 ua, pudiendo alejarse hasta 3,586 ua y acercarse hasta 2,557 ua. Su excentricidad es 0,167 y la inclinación orbital 11,87 grados. Emplea 1966 días en completar una órbita alrededor del Sol.

## Características físicas
La magnitud absoluta de 2016 GT185 es 16,49.